# 色情的影響
色情的影響可能因人而異，它可能會影響性關係。但目前為止，色情的影響仍是不明。
雖然一些文獻回顧表明色情圖像和電影可能會上癮，但是仍沒有足夠的證據來支持这个結論。對家庭暴力，強姦和兒童性虐待可能產生的影響仍有進行考察，一些研究得出結論——社會上的色情物自由化可能與強姦和其他性暴力率下降有關，其他的則表示沒有任何影响或不確定。色情成癮並不是得到正式認可的疾病。

## 研究情况
在色情物研究此一領域中，由於人們對這個話題带有強烈的意見和感受，所以色情物研究出現了許多挑戰。由於許多研究只假設和研究色情內容的負面影響，但少有研究人員探討色情內容的潛在好处或積極因素，因此確認偏誤在此一領域尤其普遍。此外，此一研究領域所產生的大部分研究结果的準確性往往令人擔憂，大部分研究都受到方法學問題的困擾。由英格蘭米德爾塞克斯大學的研究人員進行的一項元研究顯示，40,000篇以上的論文和文章中，只有0.69%是值得參考的，相当於276篇，这可歸於該領域的研究質量低。

## 成癮性争议
色情成癮是一個谣传的行為成癮，特點是強迫性地重複使用色情製品，直到它會導致一個人的生理、心理、社會和/或財政嚴重的負面後果。目前的精神疾病診斷與統計手冊(DSM-5)中並沒有色情成癮的診斷。DSM-5曾考慮纳入性慾亢進相關的行為障礙的診斷，但最終被否決，因為「沒有足夠並经过同行評審的證據去證明診斷標準和專業描述需要把這些行為定為精神障礙。」
一些心理學家認為，任何不适应的性症狀都是潛在疾病的表現，例如抑鬱症或焦慮症。這種症狀簡單地以性的方式表現。這些心理學家不承認成癮的概念，並認为只有化學依賴，他們相信色情成癮的概念和診斷是令人恥辱且無益的。
兩項發表於2016年的神經病學回顧表示，在互聯網色情作品使用者当中發現與成癮相關的大腦變化證據，這些大腦變化的心理影響包括對獎勵機制脫敏、焦慮反應以及衝動。另一項回顧則認為所有的互聯網行為都有潛在的成癮風險，包括使用色情物品。有問題地使用色情物品會遭視為「互聯網使用障礙」。

## 潜在影响

### 性功能
對男性而言，色情作品最直接的影響就是「大量增加一天的性输出……歸咎於自慰」他們的大多數「得到適度激起性慾的經驗，其令人享受且一般是愉快的，但有些報告說感到厭惡、羞愧、惊恐」

### 性冷漠
蓋爾迪·內斯於1989年概括齊爾曼的研究，包括「會改變性行為的看法；具體而言，它促進了不太常見的性行為方式普及化；孕育對體貌和親密伴侶的性表現不滿；淡化強姦和性虐待兒童的犯罪性，並促進對性暴力受害者的不敏感，促使人相信『他們可以強姦別人』，此外，習慣使用色情的男性似乎在性事上變得冷酷無情，更對女性使用性暴力」
埃夫登卡·羅爾對齊爾曼所使用的術語「性冷漠」進行了解釋，他的意思是「對同性戀更加寬容；認為婦女應該可以比起当一名母親選擇其他優先事項；對婚姻的信念更小；女性可享受性愛，因此而選擇參加它，並認为这比取悅她們的丈夫或受孕更重要，總之，大部分都是女性主義者團體的目標。齊爾曼未能證明厭惡女人/暴力的態度/跟色情作品有关，儘管他有進行嘗試」並指報告的發起人「曾指出齊爾曼和科比的調查結果可有很多的解讀，美國衛生部長認為，這項研究的唯一可靠的結論理應是證明男人在觀看色情作品後對女人更冷酷：認为在实驗組的估計更準確於在社會上發生某種性行為的概率；研究者往往低估沒看色情作品的對照組某些性行為的嚴重程度」並評論說：「但是，即使這樣的結果也可能脫離了現实，由於方法問題。齊爾曼和科比曾試圖在他們的研究樣本中包括一些學生，但其中許多人在他們發現要觀看色情作品时離開了研究組。這意味著，對照組含有不同的人口群體——年紀較大，也許包含更多的已婚男人，因此任何問題上的差別可能只是反映不同群體之間的不同態度，而不是色情的影響。這項研究已不再是對照研究。最後，研究可能只意味著年齡偏大的已婚男人對他們的伴侶比年輕，單身的心理學學生對他們的伴侶不太重視。且年輕，受過教育的人對女性的角色和同性戀的態度更宽容，並在社會性實踐的知識更貼近現實。」 
在2012年的綜述，得出的結論是，需要對這個問題的進一步研究。在2013年，荷蘭的大規模研究表明，在成長期觀看色情只有0.3％－4％之間的性行為變異。

### 社會性影响

#### 犯罪倾向
2000年的一份研究报告称，“色情事物的高使用率不一定指向性侵犯的高发率。”但是，“如果一个人因复杂人格或文化影响而本身具有性侵犯的倾向，某些色情物就可能激发或强化其对应的倾向和行为。”

#### 家庭觀念
外科總醫師齐尔（Zillmann）於1986年發表的色情內容研究綜述指出文獻上對色情內容的態度不一致，但總體結論是廣泛地觀看色情作品可能會產生一些社會學上的負面影響，包括長期夫妻關係的尊重度下降，並減少生育的願望。

他說明了這些結論的假設基礎：
色情與家庭觀念出現了一个明顯的價值觀衝突，它們破壞有利於婚姻、家庭和子女的傳統價值觀……淫穢作品的劇本往往会詳談剛剛會見的人的性約會，且絕不與對方承諾，很快就分手，永不再相逢……在色情作品上的兩情相悅不是感情依賴、善良和有愛心的，尤其是沒有關係的延續……
其他現代研究者則不同意齐尔的說法，麥凱（McKay）和道夫（Dolf）注意到：「有关色情作品的研究所忽視的是，當代社會正常的成年人能夠區分現實與幻想之間的區別。這點說明從事這類研究的研究者對於人类的行為模型建構過於簡單。」

## 预防措施

### 在校教育
英國教師暨講師協會認為學生需要關於色情的教育，警告他們什麼是合理的，哪些是不能接受的。

## 外部連結
- Report of the Surgeon General's Workshop on Pornography and Public Health （页面存档备份，存于）